# Amt Windeby

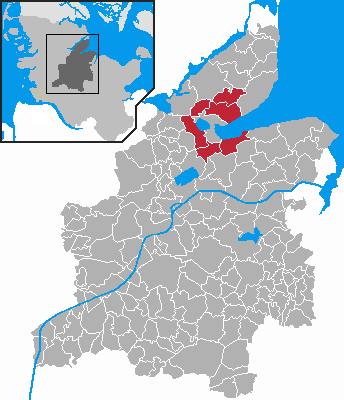
Lage des ehem. Amtes Windeby im Kreis Rendsburg-Eckernförde

Das Amt Windeby war ein Amt im Kreis Rendsburg-Eckernförde in Schleswig-Holstein. Sitz der Amtsverwaltung war Eckernförde.

## Geschichte
Mit der Ämterreform 1970 wurde die Gemeinde Groß Wittensee dem neugebildeten Amt Wittensee zugeordnet und die Gemeinde Loose, welche das damalige Amt Rieseby verließ, wurde dem bestehenden Amt Windeby angegliedert. In dieser Konstellation bestand das Amt bis zu seiner erneuten Fusion in das Amt Schlei-Ostsee.
Das Amt hatte eine Fläche von 76 km² und zuletzt 5000 Einwohner in den Gemeinden
1. Altenhof
2. Barkelsby
3. Gammelby
4. Goosefeld
5. Loose
6. Windeby

Im Zuge der Verwaltungsstrukturreform in Schleswig-Holstein fusionierte das Amt zum 1. Januar 2008 mit den Ämtern Schlei und Schwansen zum Amt Schlei-Ostsee.